# Trumbo
Trumbo es una película de drama biográfico estadounidense dirigida por Jay Roach y escrita por John McNamara. Protagonizada por Bryan Cranston, Diane Lane, Elle Fanning, Louis C.K., Helen Mirren y John Goodman. La película narra la vida del guionista de Hollywood Dalton Trumbo, basándose en la biografía escrita por Bruce Alexander Cook. Fue seleccionada en la sección de presentaciones especiales del Festival Internacional de Cine de Toronto de 2015. La interpretación de Cranston le valió una nominación a los Premio Óscar al mejor actor.

## Argumento
Dalton Trumbo (Bryan Cranston) es un guionista cuyo talento lo coloca entre la élite de Hollywood. Sin embargo, su membresía activa en el Partido Comunista de los Estados Unidos atrae el desprecio de las figuras de la industria del entretenimiento incontestablemente antisoviéticas, como la columnista Hedda Hopper (Helen Mirren) y el actor John Wayne (David James Elliott).
Trumbo es uno de los 10 guionistas citados para testificar ante el Comité de Actividades Antiestadounidenses con respecto a la supuesta propaganda comunista en las películas de Hollywood. Se niegan a responder preguntas directamente, confiando en que una mayoría liberal en la Corte Suprema revocará las condenas por desacato al Congreso. El amigo de Trumbo, Edward G. Robinson (Michael Stuhlbarg), que apoya la causa, vende un Retrato de Père Tanguy para recaudar dinero para su fondo de defensa legal. Las muertes inesperadas de los jueces Wiley Rutledge y Frank Murphy arruinan el plan de Trumbo de apelar ante el Tribunal Supremo. En 1950, Trumbo cumple 11 meses en la Institución Correccional Federal en Ashland, Kentucky.
A medida que la Lista negra de Hollywood se expande para evitar que más comunistas y simpatizantes comunistas trabajen en la industria, Trumbo y sus camaradas son abandonados por Robinson y el productor Buddy Ross (Roger Bart), que los desautoriza para proteger sus carreras. Trumbo es liberado de prisión, pero permanece en la lista negra mientras sus finanzas, y su vida familiar, se vuelven cada vez más tensas. Él recurre a dar el guion de Roman Holiday a su amigo Ian McLellan Hunter (Alan Tudyk), para tomar el crédito más una parte del dinero, y finalmente el Premio de la Academia a la Mejor Historia. Vende su idílica casa junto al lago y se muda a una casa en la ciudad, se va a trabajar como un guionista seudónimo para King Brothers Productions, de bajo presupuesto, también cultivando guiones de películas B para otros escritores en la lista negra. Él pone a su esposa Cleo (Diane Lane) y sus hijos adolescentes a trabajar como su personal de apoyo, lo que se suma al conflicto doméstico. La película de King Brothers, El niño y el toro, una historia original de Trumbo bajo un seudónimo, recibe un Premio de la Academia que no puede reclamar. Su amigo de la lista negra, Arlen Hird (Louis C.K.), muere de cáncer. Un intento de los aliados de Hopper de intimidar al jefe de King Brothers para despedir a Trumbo fracasa por completo.
Con el tiempo, la industria sospecha de la escritura fantasma de Trumbo, pero tiene cuidado de no confirmarlo. En 1960, el actor Kirk Douglas (Dean O'Gorman) lo recluta para escribir el guion de su película épica Espartaco, y el director Otto Preminger (Christian Berkel) lo recluta para escribir Éxodo; ambos le dan crédito público a Trumbo como el guionista a pesar de los inútiles esfuerzos de Hopper por intimidar a Douglas para que deje a Trumbo. En 1960, la eficacia de la Lista negra se ha roto hasta el punto en que el recién electo presidente de los EE. UU. John F. Kennedy respalda públicamente a Espartaco. Trumbo y otros pueden comenzar a reconstruir sus carreras. Diez años más tarde Trumbo finalmente recibe sus merecidos elogios de Hollywood.

## Reparto
- Bryan Cranston es Dalton Trumbo.
- Diane Lane es Cleo Fincher Trumbo.
- Elle Fanning es Nikola Trumbo.
- Alan Tudyk es Ian McLellan Hunter.
- Helen Mirren es Hedda Hopper.
- John Goodman es Frank King.
- Adewale Akinnuoye-Agbaje es Virgil Brooks.
- Michael Stuhlbarg es Edward G. Robinson
- Dean O'Gorman es Kirk Douglas.
- Louis C.K. es Arlen Hird.
- Roger Bart es Buddy Ross.
- David James Elliott es John Wayne.
- Peter Mackenzie es Robert Kenny.
- Christian Berkel es Otto Preminger.

## Producción
El 18 de septiembre de 2013, Bryan Cranston se unió al elenco para interpretar a Dalton Trumbo. El 14 de abril de 2014, Helen Mirren se unió al elenco e interpretara a Hedda Hopper. El 7 de agosto de 2014, Diane Lane, Elle Fanning, John Goodman y Michael Stuhlbarg se unen al elenco. El 13 de agosto de 2014, David James Elliott y Peter Mackenzie se unieron al elenco para interpretar a John Wayne y Robert Kenny, respectivamente. El 13 de agosto de 2014, se anunció que Bleecker Street distribuirá la película. El 6 de septiembre de 2014, Louis CK se unió al elenco. El 22 de septiembre de 2014, Dean O'Gorman se une al elenco e interpretara a Kirk Douglas. El 16 de octubre de 2014, Adewale Akinnuoye-Agbaje se une al elenco. El rodaje principal comenzó el 15 de septiembre de 2014 y finalizó el 6 de noviembre de 2014.

## Lanzamiento
La película estaba programada para ser lanzada el 6 de noviembre de 2015, por Bleecker Street.

## Crítica
En Rotten Tomatoes, la película tiene una calificación promedio del 73% sobre la base de 184 revisiones, con una calificación promedio de 6.7 / 10.